# 이나가키 쓰루조
이나가키 츠루죠(일본어: 稲垣 つる女 いながき つるじょ[*], 생몰년 미상)는 에도 시대의 우키요에 화가이다. 18세기에 걸쳐 활약한 것으로 보인다.

## 약력
스승ㆍ경력이 알려지지 않았다. 작품에 남아있는 낙관과 인장을 통해 그 이름과 글씨가 「千齢」임을 알 수 있다. 화풍에 츠키오카 셋테이의 영향이 강하게 인정되어 셋테이의 문인이라 하나 분명하지 않고, 또, 오사카 출생이라고도 하나 그것도 어떤 근거가 있어서가 아니다. 다만 셋테이의 화풍인 것으로 보아 츠루죠도 오사카에서 활동하던 인물이었던 것으로 보인다. 작품은 육필화(肉筆画)가 알려져 있으며, 인형을 보내는 미인을 그린 것이 여럿 있다.

## 작품
- 「인형견도(人形遣図)」 - 견본 착색. 도쿄국립박물관 소장. ※"稲垣氏つる女筆" 낙관이 있음. 젊은 여자가 허무승의 인형을 보내는 모습을 그린 작품
- 「인형보내는그림」 - 견본 착색. 이데미츠미술관 소장. ※"稲垣氏つる女筆" 낙관. 「字曰千齢」의 주문방인이 있음
- 「인형 보내는 미인도」 - 견본 착색. 개인 소장. ※"稲垣氏つる女筆" 낙관. 「字曰千齢」의 주문방인이 있음 『니쿠히츠 우키요에』 제9권 소재
- 「입미인도」 - 견본 착색.  보스턴 미술관 소장 ※"稲垣氏つる女筆" 낙관. 「垣氏之女」의 백문방인과 「字曰千齢」의 주문방인이 있음